# Nolwenn Febvre
 (avril 2023).
Il peut être nécessaire de l'améliorer pour respecter le principe de neutralité de point de vue. Veuillez consulter la page de discussion pour plus de détails.

Nolwenn Febvre est une infirmière-anesthésiste française, née le 18 août 1971 à Lannion. 
Elle est présidente-fondatrice de l’association « Les P’tits Doudous », qui vise à améliorer la prise en charge des enfants opérés.

## Biographie
Nolwenn Febvre naît à Lannion en 1971, dans les Côtes-d’Armor, et grandit dans la région.
En 1992, elle quitte la Bretagne pour la région parisienne et entre à l’IFSI AP-HP . Elle obtient son Diplôme d'État d'infirmier en 1995.
De 1995 à 1999, elle est infirmière en réanimation neurochirurgicale pédiatrique, à l’hôpital Necker-Enfants Malades à Paris.
En 1999, elle reprend deux ans d'études à l'Hôpital de la Salpêtrière à Paris pour la première année et au CHU de Rennes pour la deuxième année, elle obtient son Diplôme d’état d’infirmier-anesthésiste.
En 2001, à l’issue de sa formation, elle intègre le CHU de Rennes.

### L'association "Les P'tits Doudous"
En 2011, Nolwenn Febvre fonde l’association « Les P’tits Doudous du CHU de Rennes » pour améliorer la prise en charge de l’enfant opéré.
Elle prend contact avec l’enseigne française Moulin Roty, fabricant de doudous et jouets, qui lui offre un carton de doudous à distribuer aux enfants hospitalisés pour les rassurer et dédramatiser leur parcours au bloc opératoire. Moulin Roty devient un des principaux partenaires de l’association.
Le modèle de l’association se développe en France, dans les hôpitaux et cliniques. Les objectifs sont : diminuer l’anxiété et améliorer le vécu des enfants opérés et de leurs parents, en leur offrant des doudous et en développant des actions innovantes.
L’association nationale met en place une économie circulaire en recyclant des déchets hospitaliers auparavant jetés (150 tonnes par an) afin de financer les cadeaux de 100 000 enfants par an. En parallèle, l’association élabore des supports numériques (serious game, réalité virtuelle…) pour rassurer enfants et parents.
En 2014, la première application numérique "Le Héros, c'est toi !" voit le jour grâce à un partenariat avec la société Niji. Cette innovation en santé permet de distraire l'enfant sur son parcours opératoire et de diminuer près de 80% la prémédication.
En 2017, l’association nationale « Les P’tits Doudous » est créée, Nolwenn Febvre est nommée présidente. L’organisme est basé à Vern-sur-Seiche, en Ille-et-Vilaine.
Le 30 janvier 2018, elle est invitée à l’Élysée par le président Emmanuel Macron, à l’occasion de ses vœux aux forces vives de la nation.

## Prix et distinctions

### Décoration

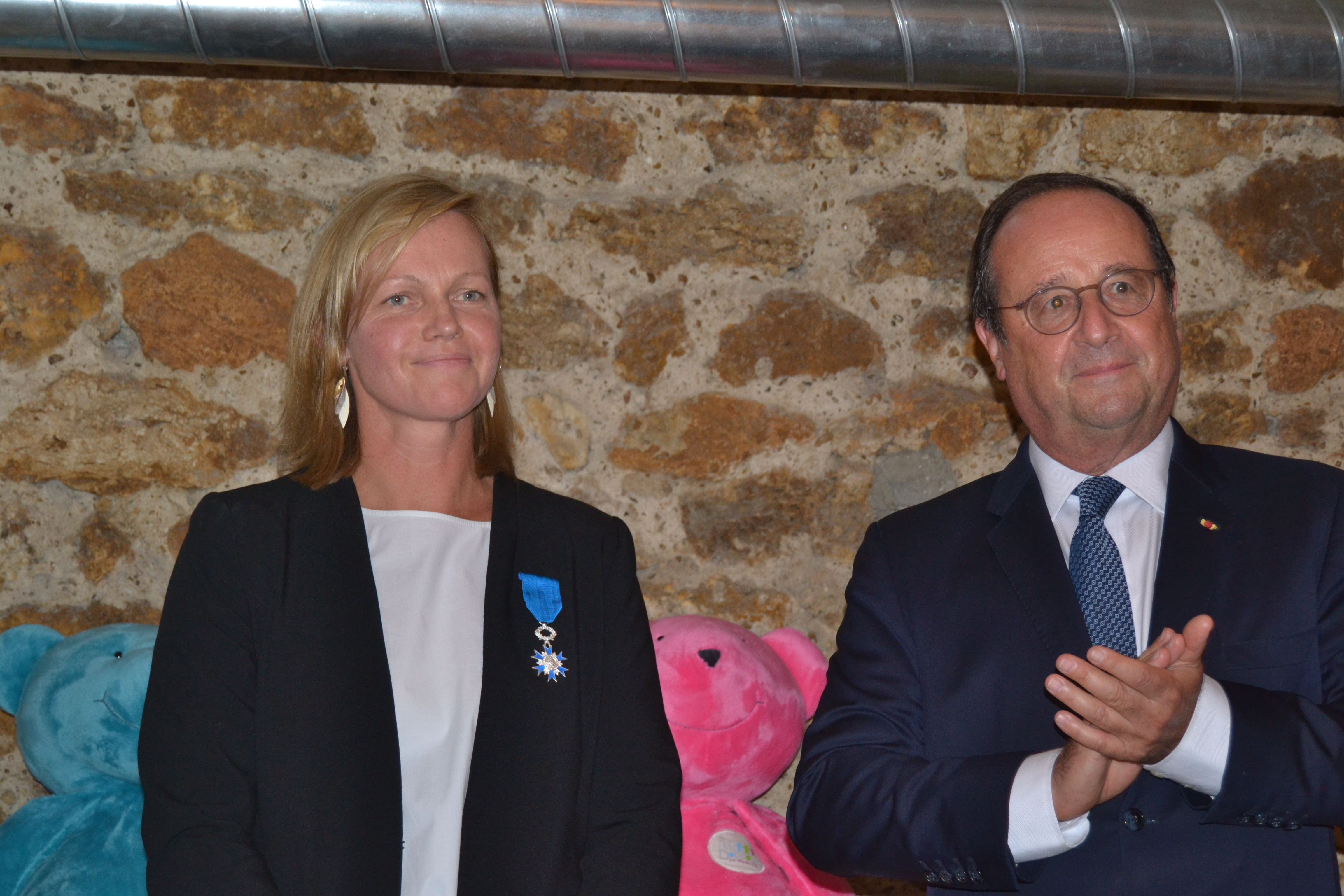
Nolwenn Febvre et François Hollande, lors de la remise de médaille du Chevalier de l'ordre du mérite en 2020.

- 2020 :  Chevalier de l'ordre national du Mérite par François Hollande, président de la fondation "La France s’engage"[6].

### Distinctions
- 2015 : Trophée Breton du développement durable - Prix spécial Santé[7]
- 2017 : Lauréat national EY « engagement sociétal »[8]
- 2022 : Désignée Bretonne de l’année 2022, lors de la cérémonie des 9e Victoires de la Bretagne[9].